# Siegfried von La Chevallerie
Friedrich Ludwig Franz Siegfried von La Chevallerie (né le 7 novembre 1860 à Dantzig et mort le 26 avril 1950 à Ehningen) est un général d'artillerie allemand .

## Biographie

### Origine
Siegfried est issu de la famille Chevallerie, originaire de France. Il est le fils du général de division prussien Ludwig von La Chevallerie (de) (1813-1884) et de son épouse Ida, née von Berg (de) (1820-1893).

### Carrière militaire
Chevallerie rejoint comme cadet le 1er octobre 1879 le 10e régiment d'artillerie de campagne de l'armée prussienne à Hanovre. Là, il est nommé enseigne le 13 mai 1880 et promu sous-lieutenant le 12 février 1881. À ce titre, il est affecté à l'École combinée d'artillerie et du génie pour une formation continue du 1er octobre 1882 au 30 septembre 1884. Par la suite, Chevallerie est adjudant du département d'équitation de son régiment à partir du 1er octobre 1885 et devient premier lieutenant le 20 septembre 1890. Lorsqu'il est promu capitaine, il est promu chef de batterie le 15 novembre 1894. Chevallerie est alors adjudant du 16 juin 1901 au 23 avril 1904 de la 2e division d'infanterie à Insterbourg. Il est ensuite transféré à Stettin en tant que major et devient commandant du 1er détachement du 38e régiment d'artillerie. Chevallerie commande alors du 1er juillet 1907 au 19 décembre 1910 le détachement d'équitation du 2e régiment d'artillerie de campagne à Belgard, est nommé lieutenant-colonel le 17 septembre 1909 et à ce titre est finalement nommé commandant du 14e régiment d'artillerie de campagne à Karlsruhe le 20 décembre 1910. À ce poste, il est promu colonel le 22 avril 1912.

#### Première Guerre mondiale
Avec le déclenchement de la Première Guerre mondiale, Chevallerie s'installe à la tête de son régiment en association avec le 14e corps d'armée sur le terrain sur le front occidental. Il est blessé en Alsace le 12 août 1914, mais reste avec ses troupes puis participe aux combats de Lorraine et autour de Nancy-Épinal. Le 26 septembre 1914, la Chevallerie reçoit le commandement de la 33e brigade d'artillerie de campagne et s'installe dans l'Argonne, où il doit endurer de violents combats au cours des mois suivants. Le 27 janvier 1915, il est promu major général. Dans les mois suivants, la Chevallerie commande à plusieurs reprises toute l'artillerie du 14e corps d'armée et coordonne efficacement l'approche avec l'infanterie.
Le 25 septembre 1916, Chevallerie devient finalement commandant de la 221e division d'infanterie nouvellement formé. Il est d'abord déployé avec elle dans la forêt d'Argonne puis s'installe dans la Somme à la mi-octobre 1916. La division y participe à la bataille jusqu'à fin novembre 1916 puis passe à la guerre de tranchées. Au printemps 1917, la grande unité retourne à la position Siegfried puis combat à la bataille d'Arras de mi-avril à mai. De juin à août, Chevallerie mène ses troupes en Flandre, se retire du front après avoir subi de lourdes pertes, et se rétablit en Champagne. À la mi-novembre, la division entre à nouveau brièvement dans les combats en Flandre avant d'en être retirée et transférée à Cambrai. Après avoir repoussé l'attaque britannique majeure, Chevallerie contre-attaque, parvient à capturer la colline 100, stratégiquement importante, au sud-ouest de la forêt de Bourlon et à avancer vers Graincourt. Pour cette réalisation, Chevallerie reçoit une Pour le Mérite de la part de son général commandant Otto von Moser. Il reçoit ensuite la plus haute distinction prussienne pour bravoure de Guillaume II le 20 janvier 1918.
Après la fin des combats, la division est de retour à la position Siegfried et, à partir de février 1918, se prépare pour la Grande Bataille de France prévue. Dans la 17e armée, la grande unité lance l'attaque le 21 mars 1918 et parvient à percer les positions ennemies entre Monchy et Cambrai. De violents combats s'ensuivent à Bapaume les 24 et 25 mars, avant que les troupes de la Chevallerie ne reprennent la guerre des tranchées après l'échec de l'offensive allemande en avril. Après plusieurs mois de guerre de tranchées entre Arras et Albert ainsi que sur l'Ancre, la Somme, l'Avre et le Matz, la division doit endurer de difficiles combats défensifs en août 1918. Ici, Chevallerie est promue lieutenant général le 18 août 1918. Dans son secteur du Manche Nord, près de Lesle et Royon, il réussit à repousser à plusieurs reprises les attaques de chars britanniques avant que la division ne soit retirée dans l'Oise. Ici aussi, Chevallerie réussit à plusieurs reprises à arrêter l'ennemi par des contre-attaques près de Sequehart. Pour cela, la division est nommée dans le rapport de l'armée et Chevallerie reçoit les feuilles de chêne pour l'ordre Pour le Mérite le 5 octobre 1918. Dans les semaines suivantes, Chevallerie se replie d'abord sur la position Hermann, puis sur la position Anvers-Meuse.

#### Période d'après-guerre
Après l'armistice de Compiègne, Chevallerie ramène ses troupes restantes chez elle et, après leur démobilisation le 23 décembre 1918, et est dans un premier temps transférée aux officiers de l'armée. Il reçoit ensuite le commandement le 12 janvier 1919 la 3e division d'infanterie à Stettin. Il abandonne ce poste le 23 juin 1919 et reprend la 4e division d'infanterie, active dans les gardes-frontières de l'Est. La division a son siège à Deutsch Krone et est responsable du tronçon entre Bromberg et Kreuz. Cependant, par le traité de paix de Versailles, ce domaine revient à la Pologne et Chevallerie présente alors sa démission qui lui est accordée le 3 mars 1920.

### Famille
Chevallerie se marie avec Mechela Agnes von Lettow-Vorbeck (1868-1941) à Potsdam le 29 mars 1894. Elle est la fille du général d'infanterie prussien Hermann von Lettow-Vorbeck (1835-1913) et de son épouse Hildegard, née von Selchow (née en 1845)
À partir de 1920, Chevallerie s'installe définitivement au château d'Ehningen (de), qu'il reçoit par héritage en tant que fidéicommis familiale. Il y vit avec sa famille jusqu'à sa mort.